# Rieser Kulturpreis
Die Auszeichnung Rieser Kulturpreis wird seit 1983 vom Verein Rieser Kulturtage e. V. für hervorragende Leistungen mit Bezug zum Ries, insbesondere in den Bereichen Kunst, Natur, Geisteswissenschaften, Geschichte, Brauchtum und Behandlung von Gegenwartsfragen verliehen. Er kann an bis zu fünf Personen oder Personenvereinigungen verliehen werden.
Im Jahr 2001 wurde der Preis erstmals an zwei Frauen verliehen, welche Karin Stoiber, die Frau des damaligen bayerischen Ministerpräsidenten, in ihrer Laudatio „ein Vorbild für andere Frauen“ nannte.

## Preisträger
- 1983 – Eugene Shoemaker (Geologe und Astronom), Edward C. T. Chao (Geologe), Richard Dehm (Paläontologe)
- 1985 – Heinrich Greiner, Walter Wüst, Schutzgemeinschaft Wemdinger Ried e. V., Verein für Naturschutz und Landschaftspflege im Ries e. V.
- 1987 – Klaus Meinzolt (Kirchenmusikdirektor) und Helmut Scheck (Musiklehrer)
- 1989 – Hermann Keßler (Oberbürgermeister) und Walter Barsig (Schulamtsdirektor)
- 1991 – Johannes Hanselmann (Landesbischof) und Josef Stimpfle (Bischof)
- 1993 – Rudolf Frankenberger (ehem. Bibliotheksdirektor Universität Augsburg), Albert Schlagbauer (Regierungsschuldirektor)
- 1995 – Knabenkapelle Nördlingen
- 1997 – Verein Alt Nördlingen e. V.
- 1999 – Ernst Steinacker (Bildhauer), Werner Schiedermair (Ministerialrat)
- 2001 – Elisabeth Grünenwald (Archivarin) und Gerda Schupp-Schied (Volkskundlerin)
- 2003 – Dieter Stöffler (Mineraloge) und Sebastian Fink (Bildhauer)
- 2005 – Wolf von Engelhardt (Mineraloge) und Hartmut Steger (Volkskundler)
- 2007 – (nicht vergeben)
- 2009 – Fachakademie für Sozialpädagogik Maria Stern Nördlingen
- 2011 – Rieser Bauernmuseums- und Mühlenverein, Maihingen, und Museum Augenblick, Nördlingen
- 2016 – Sigried Atzmon und der Freundeskreis der Synagoge Hainsfarth
- 2021 – Franz Krippner (†) und Werner Paa für archäologische Flurbegehungen im Ries
- 2023 – Hans Frei (Bezirksheimatpfleger)